# 호모 로데시엔시스
호모 로데시엔시스(Homo rhodesiensis)는 플라이스토세 말기 아프리카 남부에 살던 화석 인류로 로데시엔 원인이라고도 한다. 다른 이름으로는 호모 사피엔스 로데시엔시스며 호모 헤이델베르켄시스에 포함시키기도 한다. 네안데르탈인과 비슷하여 화제가 되었다.

## 개요
화석 분포는 기원전 30만~12.5만년 경이며, 어떤 화석은 50만년 경까지도 거슬러 올라간다. 1926년에 발견된 이 화석은 처음에 네안데르탈인과 상당히 유사하여 화제가 되었다. 처음에는 아프리카에 살던 네안데르탈인 또는 네안데르탈인의 아프리카 인종으로 취급되다가, 나중에 방사성 탄소 동위연대가 30만년 이상 나옴으로서 네안데르탈인과는 다른 인류로 규정되었다. 이후 이들은 호모 에렉투스로 분류되었으나 어떤 과학자들은 특정 특징이 이와 다른 것으로 보아 호모 로데시엔시스로 분류하였다. 일부 학자들은 초기 호모 사피엔스(호모 하이델베르켄시스)로 분류한다.
이들은 아프리카에 살던 호모 에렉투스의 후손이었다. 로디지아(현 잠비아)의 브로큰 힐 광산에서 채굴광업 도중 발견된 첫 화석은 유럽에서 발견된 네안데르탈인의 두개골과 생김새가 유사하여 유명하였다. 이후 오모 계곡의 12만 5천년 전의 지층에서는 오모 1호로 알려진 두개골과 오모 2호로 알려진 두개골이 발견되었는데, 같은 연대의 지층에서 발견된 화석 중 오모 1호로 알려진 두개골은 호모 로데시엔시스와 유사하였으나 2호 두개골은 현생인류와 유사하여 논란이 되기도 했다.

## 기타
두개골 아랫부분, 귀 밑 부분에 구멍이 뚫려져 있어 1950년대에는 외계인이 나타나 레이저 총을 쏘았을 것이라는 의혹이 제기되기도 했다. 그러나 1990년대의 검사 결과 귀관련 세균 감염에 의해 뼈조직의 일부가 녹은 것으로 확인되었다.

## 같이 보기
- 네안데르탈인
- 호모 하이델베르켄시스
- 호모 에렉투스
- 헤르토인